# Heinrich Steffens
Heinrich Steffens (også Henrik Steffens eller Henrich Steffens) (født 2. maj 1773 i Stavanger, død 13. februar 1845 i Berlin) var naturfilosof og kaldes dansk romantiks fødselshjælper.
Heinrich Steffens var en dansk-norsk naturvidenskabsmand, der kom til at spille en afgørende rolle for romantikkens udbredelse i Danmark og Den danske Guldalders start. Det skete ved en række forelæsninger på Elers kollegium i 1802-03. De kom senere i bogform under titlen Indledning til philosophiske Forelæsninger.
I denne forelæsningsrække redegjorde han for tanker om historiens udvikling og menneskets psykologi, som kom til at have en afgørende betydning for Adam Gottlob Oehlenschläger, især gennem historieopfattelsen og geni-tanken.
Aage Henriksen slutter sit afsnit "Steffens' tanker om udviklingen i natur og historie" således:
| “ | Alligevel knytter den chokvirkning forelæsningerne fremkaldte, sig til et andet træk ved dem (end at menneskeheden var på vej ind i en mørk fremtid, hvor lyset dog til sidst ville gå op igen). De oprettede en ny myndighed. Mens hidtil åndelig myndighed havde knyttet sig til statens institutioner, så blev det nu, revolutionært, hævdet at enkeltpersonen er den egentlige højeste myndighed og alles overformynder. Geniet, der i sit ubevidste væsen røres og styres af verdensånden, blev gjort til den sande autoritet, en vejviser og et orakel, hvori fremtiden sprang. I dette var der begyndelse til meget. Der var blandt andet begyndelsen til den kulturopløsning, som først senere tog alvorligt fart og som langsomt skulle afsnøre de humane og religiøse emneområder og deres lokale genier fra samfundets øvrige virksomhedsområder. Men på kortere sigt var virkningen den modsatte: ordet geni skabte hvad det udsagde. Det var forbundet med et frigørelsesgreb som direkte berørte den enkelte tilhører og utvivlsomt var forelæsningernes stærkeste virkemiddel: appellen til det ubevidste. De, der havde tugtet sig selv med borgerdyden, mådeholdet og den lille fornuft, kunne i forelæsningerne høre sig opfordret til at overgive sig til instinkterne og anelserne som til Gud selv og lade deres tilbageholdte følelser strømme over alle gamle grænser. Ved dette råd og ved den næsten teologiske tolkning af rådet blev Steffens snarere end en lærer en magisk frigører – af genialitet og selvfølelse, af store syner og svævende fantasier, af sympatien for alt det umiddelbare, det barnlige, det folkelige og de naivere tidsaldre. ... Om Grundtvig og Oehlenschläger gælder det, at Steffens gav dem et nyt omverdensbillede, der dog ret hurtigt fortrængtes igen eller omarbejdedes fuldstændigt. Men samtidig med dette omverdensbillede skaffede de sig ved ham en ny identitet, som de bevarede til deres død. Ved denne personlige virkning blev Steffens en betydningsfuld skikkelse i den danske litteratur. Hans filosofi derimod altså det tilværelsesbillede, han skitserede i sine kompendiumtætte forelæsninger, er mindre Steffens, end det er en spejling af og et hastigt overblik over tanker, der også i mange andre skikkelser var på vej mod Danmark. | ” |

## Familieforhold og opvækst i Trondheim, Helsingør, Roskilde og København
Faderen, Henrich Steffens, var af holstensk slægt, født 1744 i Sydamerika. Som distriktslæge i Ods Herred havde han ægtet Susanna Christina Bang (1751-1788), søster til N. F. S. Grundtvigs moder og brødrene Mynsters plejefader. I 1773 blev han af regeringen sendt til Stavanger for at oprette et hospital, og her blev sønnen Henrich født som den næstældste af seks søskende. Tre år senere blev Steffens Sr. forflyttet til Trondhjem som regimentskirurg. I 1779 kom han til Helsingør, i 1784 til Roskilde, i 1787 til København og i 1792 til Rendsborg, hvor han i 1798 døde.
Steffens Sr. var en begavet, men urolig og opfarende natur, en slet husholder, men stærkt interesseret i sine børns opdragelse. Moderen var alvorlig og mild, stærkt religiøs, men af et skrøbeligt helbred og for det meste sengeliggende.
Steffens Jr. havde arvet ikke så få træk af faderens natur. Ilter og livlig som denne vakte han som barn ofte de ældres uvilje ved sin påtrængende snakkesalighed og stærke selvfølelse. Hverken i tale eller gerning var han i kammeraternes øjne ganske pålidelig. Men var der end adskilligt, der stødte fra, ikke mindst en vis usund mangel på ligevægt, der faldt hans mere sindige kammerater stærkt i øjnene, lå der dog bag alt dette så megen blødhed og hjertets godhed, at man tilgav ham og holdt af ham alligevel.
I Helsingør og Roskilde havde han gået i disse byers lærde skoler, i København blev han privat forberedt til universitetet. 1790 blev han student, og året efter tog han Anden Eksamen, filosofikum. Hans moder havde ønsket, at han skulle studere teologi, og selv havde han i sine barneår drømt om det samme. Hans senere omgivelser førte ham imidlertid i andre retninger. Både i hjemmet og hos morbroderen, overlægen, den senere professor, Frederik Ludvig Bang , var det først og fremmest medicinere, han stødte sammen med. Ole Hieronymus Mynster  havde en stor indflydelse på Steffens som på alle sine omgangsfæller.

## Naturvidenskaberne
Endnu et par andre omstændigheder trådte til, og Steffens førtes således efterhånden mere og mere ind på studiet af naturvidenskaberne, særlig de beskrivende og frem for alt mineralogien og den dertil sig knyttende geologi. Da faderen, nærmest på grund af pengevanskeligheder, i 1792 lod sig forflytte til Rendsborg, måtte sønnen overtage en huslærerplads hos en slægtning i Ods Herred; men da han hurtigt viste sig ganske uskikket til denne gerning, tog morbroderen sig af ham, så at han atter kunne vende tilbage til hovedstaden og der fortsætte sine studier. Han afsluttede dem 1794 ved en art eksamen[kilde mangler] for et privat selskab til det naturhistoriske studiums fremme – Naturhistorie-Selskabet oprettet 1789 – ved hvilken han blev eksamineret af Martin Vahl og H.C. Schumacher. Ved universitetet var interessen for disse grene af naturvidenskaben endnu ikke ret vågnet.

### Mislykket undersøgelsesrejse til den norske vestkyst
Fra dette naturhistoriske selskab fik Steffens endvidere et stipendium, for hvilket han skulle foretage en undersøgelsesrejse til Norge. Særlig ønskede man oplysninger om bløddyr langs den norske vestkyst og om bjergformationen i omegnen af Bergen. Steffens drog af sted i maj 1794. Hvad enten nu grunden har ligget i opgavens vanskelighed eller i hans personlige udygtighed over for et sådant praktisk foretagende, så mislykkedes hans undersøgelser fuldstændig, og da han nødig ville vende tilbage til København med uforrettet sag, fattede han den beslutning at gå til Tyskland. Med den dér vågnende nye ånd følte han sig i sit inderste beslægtet; over for vennerne i København havde han altid følt sig delvis fremmed.

## Fra Bergen til Hamborg og derfra til Kiel
Med en gammel grønlandsfarer forlod han i oktober 1794 Bergen for at gå til Hamborg. I en storm kom skibet imidlertid på grund i Elben og måtte forlades, og Steffens kom således til Hamborg omtrent blottet for alt. I en temmelig trøstesløs forfatning levede han her vinteren over, og først i den yderste nød henvendte han sig det følgende forår til sin fader i Rendsborg, hos hvem han derpå levede et års tid.
Hans københavnske venner havde imidlertid på forskellige måder sørget for ham, og med anbefalingsskrivelser i lommen kunne han endelig i foråret 1796 drage til Kiel. Her blev forholdene atter lysere for ham. Han fik straks en del privattimer i naturhistorie, og efter at han havde aflagt en prøve for professoren i naturvidenskab, Johan Christian Fabricius, fik han endog tilladelse til at holde forelæsninger som privatdocent ved universitetet. Ved sin livlighed og omgængelighed vandt han efterhånden både studenter og professorer for sig og sluttede forskellige varige venskabsforbindelser med jævnaldrende videnskabsdyrkere.
Sammen med disse begyndte han nu omfattende studier af den nyere tyske filosofi og poesi; året efter blev han dr. phil. og udgav anonymt sit første lille skrift: "Ueber die Mineralogie und das mineralogische Studium" (1797). Det var endnu ikke filosofisk, og han betragtede det snart selv med stor ringeagt. Foreløbig var han imidlertid fornøjet både med skriftet og med sin nye værdighed og gjorde en rejse til København, hvor han blev vel modtaget af alle.

## I Kiel bekendt med Spinozas skrifter
Efter at være vendt tilbage til Kiel fik han fat i Jacobis skrift om Spinoza, og dermed begyndte den indre omvæltning i hans bevidsthed, der hurtigt førte ham bort fra den empiriske naturvidenskab til filosofien og særlig til den samtidig opblomstrende romantiske naturfilosofi, der i et og alt stemte med hans hele væsen.
Fra Jacobi vendte han sig til selve Spinoza, lukkede sig inde med ham og studerede ved nat og dag med den yderste lidenskabelighed. En kort tid blev han afbrudt i disse beskæftigelser, da han i marts 1798 kaldtes til Rendsborg til faderens dødsleje. Men ved sin tilbagekomst til Kiel forefandt han Schellings nys udkomne bøger: "Ideen zu einer philosophie der Natur" og "Die Weltseele". De var som skrevet for ham, og med glødende henrykkelse sluttede han sig til deres unge forfatter.
Kiel bliver for lille og vennerne i København "jammerlige Hverdagsmennesker" 
Men Kiel blev ham nu for lille; han måtte ud for at se de romantiske rørelser på nærmere hold, og virkelig lykkedes det ham også gennem forskellige velyndere hos grev Schimmelmann at opnå et rejselegat fra Fonden ad usus publicos, rigtignok nærmest til naturvidenskabelige studier i udlandet. I anledning af sagen havde han atter besøgt København, hvor hans venner nu forekom ham som lutter "jammerlige Hverdagsmennesker".

## Studierejse fra 1798 til 1802
Rejsen varede fra foråret 1798 til foråret 1802. Det første par år opholdt han sig nærmest i Jena, hvor romantikerne havde deres hovedkvarter, og hvor han efterhånden sluttede venskab med Schelling og brødrene August Wilhelm Schlegel og Friedrich Schlegel, Ludwig Tieck og Novalis, ligesom han også blev venlig modtaget af Goethe, Schiller, Fichte med flere. På en udflugt til Halle og Berlin lærte han Schleiermacher og sin tilkommende svigerfader, komponisten Johann Friedrich Reichardt at kende.
Her fik han imidlertid et vink fra København om, at det egentlig var bjergværksdrift, han skulle studere, og meget mod sit ønske begav han sig derfor til Freiberg, hvor den berømte geolog Abraham Gottlob Werner (1749-1817) blev hans lærer. Steffens var imidlertid en flygtig elev. Foruden Jena tiltrak nu også det nærliggende Dresden ham, særlig efter at Schelling havde opstillet kunsten og geniet som et vigtigt moment i det romantiske system.

### 1801 udkom Steffens hovedværk
S1801 udgav Steffens sit hovedarbejde: Beiträge zur innern Naturgeschichte der Erde, Bidrag til Jordens indre naturhistorie. Han kombinerede her sine naturvidenskabelige kundskaber med de Schellingske romantiske fantasier, og da han havde en glimrende fremstillingsevne, vakte skriftet den største opmærksomhed og hilstes af hele den romantiske kreds med levende beundring. Over Halle, hvor han forlovede sig med Hanna Reichardt, vendte han så i foråret 1802 tilbage til Danmark, hvor han nu håbede at kunne få en fast ansættelse.

## 1802 til København med de nye ideer

### "Indledning til filosofiske Forelæsninger" fra 1803
Han kom som en apostel for den nye lære. Med denne skulle Danmark nu vækkes af sin døs for at begynde et højere og friere åndeligt liv. Med ildfuld veltalenhed forkyndte Steffens de nye anskuelser dels på de berømte forelæsninger, han i vintrene 1802–3 og 1803–4 holdt på Elers' Kollegium, og hvoraf han 1803 udgav de første under titlen Indledning til filosofiske Forelæsninger, og dels og vel i endnu højere grad ved sin daglige optræden i private kredse. Vel bekendt er således hans lange samtale med Oehlenschläger, der havde Guldhornene til umiddelbar følge. Alle vegne vakte og tændte han. En sådan veltalenhed, en sådan ild var man ikke vant til.
Sit egentlige mål nåede han imidlertid ikke. Han havde blandt sine tilhørere mænd som Oehlenschlager og fætteren Grundtvig, begge Ørsted'erne – Hans Christian Ørsted og Anders Sandøe Ørsted – og mange flere, der siden udmærkede sig på forskellig måde. Enhver af disse havde et åbent blik for hans store, vækkende betydning. Men ingen af dem blev ubetinget tilhænger. Alle modtog de det nye med selvstændig kritik, en kritik, der havde været Steffens selv ganske fremmed eller højst kun havde dæmret et øjeblik for hans bevidsthed, da han en gang i Bamberg traf nogle unge læger, som praktisk ville overføre naturfilosofien i deres lægevirksomhed.
Den danske romantik, der samtidig spirede frem, blev derfor vidt forskellig fra den tyske, og end ikke Oehlenschläger, som vel var den, der personlig nærmest sluttede sig til Steffens, blev strengt taget noget øjeblik i sit liv fuldstændig tysk romantiker.
Jordbunden var i Danmark sundere end i Tyskland. Det meget sygelig overdrevne hos Steffens stødte selv vennerne fra, og for de fjernerestående kom hertil endnu hans forfængelighed og overmodige selvfølelse, der ofte gav sig uforsigtige udslag. Den ældre slægt så derfor i Steffens blot en usund fantast, som det ikke ville være heldigt at knytte til sig.
Niels Treschow  blev kaldet til filosofisk professor, og Steffens, der den 4. september 1803 havde holdt bryllup i Halle og ført sin unge brud til København, følte sig på ny mere og mere fremmed blandt omgivelserne. Selv hans rejsestipendium fordrede regeringen tilbagebetalt, da han efter dens mening havde misbrugt det, og kun med møje lykkedes det Schimmelmann at skaffe ham fritaget for denne forpligtelse.

### Steffens tilknytning til Danmark ophører – "Han kom og svandt som et luftsyn. ..."
Man forstår, at han under disse omstændigheder greb til med glæde, da der i foråret 1804 blev tilbudt ham en professorplads i Halle i filosofi, mineralogi, fysiologi og naturhistorie. Men dermed var båndet mellem Steffens og hans fædreland bristet; hans øvrige livsgerning kom til at tilhøre Tyskland.
Kort og træffende har Grundtvig karakteriseret betydningen af hans besøg med de ord: "Han kom og svandt som et luftsyn. Det var godt, thi han havde vist ellers forvirret […] mange Hjerner. Nu derimod vakte han kun Eftertanke."

## 1804 professor i Halle
Også i Halle gjorde Steffens snart opsigt ved sin store veltalenhed og vandt mange af de unge, medens forholdet til hans kolleger, der ikke hyldede den nye lære, var mere spændt. Kun med Schleiermacher sluttede han snart et fortroligt venskab. Han udgav her "Grundzüge der philosophischen Naturwissenschaft" (1806), der dog nærmest blot er en samling romantiske aforismer.
En ubehagelig afbrydelse led hans virksomhed, da Napoleon efter slaget ved Jena ophævede universitetet. I 1808 åbnedes det imidlertid igen under Jeromes styrelse, og Steffens virkede endnu nogle år her, indtil han 1811 blev kaldet til Breslau, hvor et nyt universitet var oprettet. Med levende tilslutning fulgte han den tyske nationalfølelses opblussen; hans uvilje mod den franske nation ('forstandsfolket') havde i lang tid været stærk, og 1813 meldte han sig ved hæren som "den første frivillige" og deltog som sekondløjtnant i frihedskampen og indrykningen i Paris.

## Udgivelser fra tiden i Breslau og Berlin
I Breslau virkede han indtil 1832 og udgav blandt andet "Anthropologie" (1822), "Die gegenwärtige Zeit, und wie sie geworden" (1817) og "Carricaturen des Heiligsten" (1819–21), de to sidste af historisk-etisk indhold. Hertil kom: "Ueber die falsche Theologie" (1823) og "Wie ich wieder Lutheraner ward" (1831), nærmest to bekendelsesskrifter, det sidste rettet mod de samtidige kirkelige unionsbestræbelser.
I 1832 forflyttedes Steffens til Berlin, og her udgav han 1839 "Christliche Religionsphilosophie". Ligesom hos Schelling udmundede også hos Steffens romantikken efterhånden i positiv kristendom.
I 1824 havde Steffens gjort en udflugt til de skandinaviske lande og med stor glæde opfrisket de gamle bekendtskaber. I 1840 indbød Christian 8. ham til sin kroningsfest, og samtidig deltog han i det Andet skandinaviske naturforskermøde, ved hvilket han holdt to foredrag. Ved samme lejlighed besøgte han Norge for sidste gang. Han døde 13. februar 1845. Sit levned har han beskrevet i "Was ich erlebte" (1840–44).
Steffens' skrifter var for udpræget romantiske til at have egentlig videnskabeligt værd. Hans betydning knytter sig væsentlig til hans vækkende og tændende personlige optræden.

## Steffens som naturforsker – den mislykkede rejse til Bergen 1794
Det var med store forventninger, at Heinrich Steffens i 1794 rejste til Bergen for på opfordring af Naturhistorie-Selskabet, hvis opmærksomhed blandt andet var henledet på ham ved hans ordning af den moltkeske mineralsamling, at studere egnens geologi. Dette blev ham dog kun til skuffelse; de ensformige geologiske forhold og pekuniære sorger bragte ham snart til at opgive undersøgelsen, og først i 1796, da han i Kiel fik tilladelse til at holde forelæsninger over naturhistorie, ser vi ham atter beskæftige sig med geologien; anonymt udgav han her i 1797 "Versuche über die Mineralogie und das mineralogische Studium", der en tid lang var en anset lærebog.
Under sin store Tysklands-rejse der indledtes 1798 beskæftigede han sig vel noget med geologi, men filosofien drog ham dog vedvarende stærkt, og først efter pålæg om mere at beskæftige sig med geologien drog han til Freiberg, hvor grubedriften da snart tog hans interesse fangen, og samlivet med Abraham Gottlob Werner og Johann Friedrich Wilhelm von Charpentier (?) fik stor betydning for ham.
Her udgav han i 1801 sit åndfuldt skrevne arbejde "Beiträge zur innern Naturgeschichte der Erde", der dengang vakte en overordentlig opsigt. En hovedtanke heri, der går igen i hans senere arbejder, er opfattelsen af jordskorpens forskellige lag som dele af et galvanisk element, ved hvilken, i øvrigt på flere punkter meget uklare, antagelse han søgte at forklare mange geologiske fænomener, blandt andre de varme kilder.
Praktisk demonstrerede han sin tanke ved af sølvdalere at bygge en stor voltasøjle, hvis kraftige virkning dog svandt hastig, sammen med dalernes antal. Da Steffens i 1802 kom tilbage til København, var det fra først af regeringens mening, at han årlig skulle have gjort geologiske rejser til Norge, særlig for bjergværksdriftens skyld. Dette blev dog ikke til noget; i stedet sendtes han i 1803 til Oldeslo og Segeberg, og samme år berejste han en del af Danmark og Skåne (iagttagelser herfra er nedlagte i "Geognostisch-geologische Aufsätze", 1810).
Med hans udnævnelse i 1804 til professor i filosofi, mineralogi osv. i Halle var hans virksomhed for Danmark afsluttet for bestandig. Hans geologiske arbejder, der mest er blandinger af naturfilosofi og geologi og for en del findes spredte i hans værker, hvor man mindst skulle vente dem, har for nutiden liden betydning; længst levetid har hans teori om koralrevene haft, efter hvilken han anså atollerne for opbyggede på randene af undersøiske kratere.

## Forfatterskab
- Steffens: Indledning til philosophiske Forelæsninger i København 1803; København 1968
- Steffens Online Arkiveret 27. april 2007 hos  Wayback Machine, blandt andet Indledning til philosophiske Forelæsninger. Udgivet af Johnny Kondrup ; med et tillæg af Flemming Lundgreen-Nielsen